# Долгое (Архангельская область)
До́лгое — деревня в Приморском районе Архангельской области. Входит в состав Островного сельского поселения.

## География
Деревня Долгое, находится на острове Тиноватик, расположенном в Мурманском рукаве дельты Северной Двины, ок. 10 км северо-западнее Архангельска.

## История
Примерная дата образования деревни — 1390 год. С 2004 года по 2015 год Долгое входило в состав Вознесенского сельского поселения
.
Законом Архангельской области от 28 мая 2015 года № 289-17-ОЗ муниципальные образования «Вознесенское», «Пустошинское» и «Ластольское» были объединены в муниципальное образование «Островное», в состав которого вошло Долгое.

## Население
| 2002 | 2010 | 2012 |
| ---- | ---- | ---- |
| 13   | ↘4   | ↗5   |

Численность населения деревни, по данным Всероссийской переписи населения 2010 года, составляла 4 человека. В 2007 году было 6 человек.